# NGC 4340
NGC 4340 é uma galáxia espiral barrada (SB0-a) localizada na direcção da constelação de Coma Berenices. Possui uma declinação de +16° 43' 22" e uma ascensão recta de 12 horas, 23 minutos e 35,2 segundos.
A galáxia NGC 4340 foi descoberta em 21 de Março de 1784 por William Herschel.